# Joan el Secretari
Joan el Secretari (en llatí Joannes Augustus o Ioannes) va ser un usurpador del tron imperial romà (423-425) contra Valentinià III.
A la mort de l'emperador Honori (15 d'agost del 423), Teodosi II va dubtar en anunciar la mort del seu oncle i en l'interregne un patrici d'Honori, Castí, va proclamar emperador a un alt càrrec de la cort (primicerius notarius), Joan, conegut per Joan el Secretari. Procopi elogia la seva suavitat, intel·ligència i habilitat. A diferència de Teodosi va tolerar totes les sectes cristianes sense perseguir-ne a cap.
De bon començament el seu govern va ser insegur. El seu prefecte pretorià a les Gàl·lies, va morir en una revolta dels soldats a Arle i el comes Bonifaci, que governava Àfrica i que no va reconèixer Joan com a emperador, va tallar els subministraments de gra a Roma.
Joan esperava arribar a un acord amb Teodosi però quan aquest va proclamar a Valentinià III com a cèsar i després com august, sota la probable influència de la mare Gal·la Placídia, va comprendre que havia de lluitar. A finals del 424 va enviar a un dels seus oficials, el jove Aeci, a una ambaixada als huns, per demanar suport militar, i mentre Aeci era en aquesta missió, l'exèrcit oriental va sortir de Tessalònica i va arribar a Itàlia, on va establir els seus quarters a Aquileia. El resultat de les lluites que van seguir no van ser determinants per cap part, fins que la guarnició de Ravenna va acordar entregar a Joan a una força dirigida per Flavi Ardabur Aspar, fill del comandant de les forces orientals. Encara que la major part de les fonts diuen que Ravenna va caure en ser assaltada, Joan d'Antioquia, l'historiador romà d'Orient, diu que un pastor va guiar l'exèrcit d'Aspar per entre els aiguamolls de manera segura i així van entrar a la ciutat.
Joan va ser portat a Aquileia on se li va tallar una mà i després el van passejar en un ase per l'hipòdrom on va rebre els insults del poble, i finalment va ser decapitat el juny o juliol de l'any 425.
Tres dies després de la seva mort Aeci va tornar al front d'un fort contingent d'huns però després d'alguns xocs, Placídia i Aeci van arribar a un acord; els huns van rebre diners per tornar als seus territoris, i Aeci va ser nomenat magister militum (comandant en cap) de l'exèrcit romà.